# Brachionycha jezoensis
Brachionycha jezoensis är en fjärilsart som beskrevs av Matsumura 1928. Brachionycha jezoensis ingår i släktet Brachionycha och familjen nattflyn. Inga underarter finns listade i Catalogue of Life.